# Badrinath
Badrinath é uma cidade e uma nagar panchayat no distrito de Chamoli, no estado indiano de Uttaranchal. É um dos quatro locais da peregrinação Char Dham.

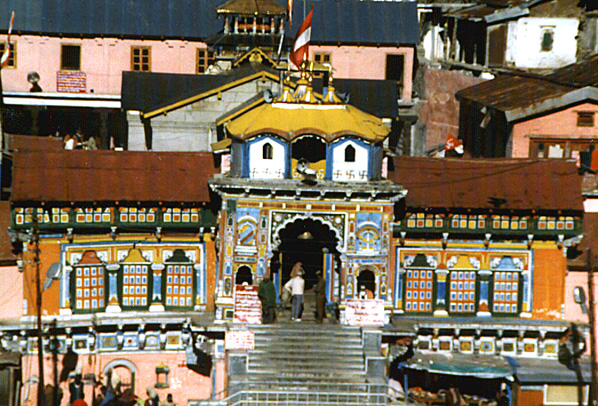
Templo em Badrinathpuri.

## Demografia
Segundo o censo de 2001, Badrinathpuri tinha uma população de 841 habitantes. Os indivíduos do sexo masculino constituem 65% da população e os do sexo feminino 35%. Badrinathpuri tem uma taxa de literacia de 85%, superior à média nacional de 59.5%; com 70% para o sexo masculino e 30% para o sexo feminino. 9% da população está abaixo dos 6 anos de idade.